# Léo Pétrot
Léo Pétrot, né le 15 avril 1997 à Firminy en France, est un footballeur français qui évolue au poste de défenseur latéral au Elche FC.

## Biographie

### Formation et débuts
Né à Firminy (Loire) en France, Léo Pétrot commence le football à l'âge de 5 ans, avec le club de l'US Monistrol-sur-Loire (Haute-Loire). Il y joue jusqu'à ses 13 ans puis rejoint l'Olympique de Saint-Étienne où il ne reste qu'un an.

#### AS Saint-Étienne (2012-2019)
Il est ensuite formé par l'AS Saint-Étienne, où il est notamment sacré champion de France avec la catégorie U17 lors de la saison 2012-2013, aux côtés notamment de joueurs comme Jonathan Bamba ou Allan Saint-Maximin. Avec son club de cœur, il progresse dans les différentes catégories de jeunes jusqu'à devenir un pilier de l'équipe réserve. Il est même appelé pour la première fois dans le groupe professionnel par Christophe Galtier fin 2015, lors d'un match de Coupe de la Ligue face au Paris Saint-Germain, où de nombreux autres jeunes du centre de formation avaient été convoqués, tels Ronaël Pierre-Gabriel, Dylan Saint-Louis ou encore Jonathan Bamba. Il n'entrera cependant pas en jeu et restera sur le banc durant l'intégralité de la rencontre.
Le 22 juin 2018, il signe son premier contrat professionnel à l'ASSE.
Formé au poste d'arrière gauche, il est repositionné en défense centrale à partir des U19 et il est notamment entraîné par Laurent Batlles avec la réserve de l'ASSE. Durant cette période il est vice-capitaine de l'équipe réserve, le capitaine étant alors Dylan Chambost. 
Peu de temps après avoir signé professionnel, il joue cinq matchs amicaux avec l'équipe première, dirigée par Jean-Louis Gasset, lors de l'été 2018. Il est également appelé pour un match de Ligue 1 face à Toulouse, en 2019, mais reste sur le banc. Cependant, face à la grosse concurrence au poste de défenseur central, notamment avec l'émergence de William Saliba et Wesley Fofana, il n'obtient jamais sa chance en équipe première et n'est pas conservé par le club à l'été 2019.

#### Andrézieux-Bouthéon FC (2019-2021)
Pétrot fait un essai en juillet 2019 à l'US Boulogne mais rejoint finalement l'Andrézieux-Bouthéon FC en juillet 2019. Il s'impose avec l'équipe de l'ABFC, officiant notamment comme capitaine. Il reste à Andrézieux deux saisons et y joue au total vingt-quatre matchs toutes compétitions confondues pour un but marqué.

### Carrière professionnelle

#### L'aventure lorientaise (2021-2022)
Le 16 juillet 2021, Léo Pétrot rejoint le FC Lorient, où il doit renforcer l'équipe réserve du club en National 2,, entraînée par Régis Le Bris. Alors qu'il n'est pas destiné à intégrer le groupe professionnel au départ, Pétrot est intégré à l'équipe première par Christophe Pélissier pour pallier notamment les absences de Jérôme Hergault et Houboulang Mendes. Il fait ainsi sa première apparition en Ligue 1 le 29 août 2021 contre le RC Lens, au stade Bollaert-Delelis. Il est titularisé dans une défense à trois centraux et les deux équipes se partagent les points (2-2 score final). Cette première convaincante fait de lui un candidat crédible pour postuler à une place dans le groupe professionnel,. Depuis, il s'est imposé dans la défense lorientaise réalise une bonne première saison professionnelle,, avec vingt-trois matchs joués et un but marqué. 
Il marque son premier et seul but de la saison lors de la vingt-huitième journée de Ligue 1, face au Clermont Foot 63.

#### Retour et montée avec l'AS Saint-Etienne (2022-2025)
Léo Petrot effectue son retour à l'AS Saint-Étienne, son club formateur, en Ligue 2 le 30 août 2022. Il était déjà passé par les verts auparavant, sans jamais s'imposer dans le groupe professionnel. Il s'engage avec les Verts jusqu'en 2025.
Il joue cette fois son premier match avec les Verts, le 5 septembre 2022, en entrant en jeu contre le Pau FC en championnat (2-2 score final). Pétrot inscrit son premier but pour l'ASSE le 26 décembre 2022, lors d'une rencontre de Ligue 2 contre le FC Annecy. Il ne peut toutefois pas éviter la défaite de son équipe ce jour-là (2-1 score final). Titulaire sous les ordres de Laurent Batlles, Pétrot connaît des débuts collectifs difficiles, les verts étant dernier de Ligue 2 sans parvenir à s'extirper de la zone rouge. Les stéphanois finissent finalement huitième à la faveur d'une excellente deuxième partie de saison. Titularisé 27 fois en championnat, Pétrot est le second joueur cumulant le plus de minutes jouées de l'effectif ligérien, derrière Jean-Philippe Krasso. 
De nouveau titulaire la saison suivante, Pétrot participe à la remontée de l'AS Saint-Etienne en Ligue 1 à l'issue d'un barrage gagné contre Metz (4-3 au score cumulé). Léo Pétrot marque notamment le premier but de son équipe lors du second match au stade Saint-Symphorien, permettant à son équipe de recoller au score face aux messins. 
Jouant désormais dans l'élite avec son club formateur, le défenseur est de nouveau titulaire indiscutable sous les ordres d'Olivier Dall'Oglio puis d'Eirik Horneland dans une défense qui encaisse beaucoup de buts (l'ASSE finira deuxième pire défense de la saison). Passeur décisif contre Auxerre, Lyon et Strasbourg, il termine la saison par une relégation en Ligue 2, un an après l'avoir quittée. Léo Pétrot arrive par ailleurs au terme de son contrat.

#### Première expérience à l'étranger avec Elche (depuis 2025)
Reléguée en Ligue 2, l'AS Saint-Étienne ne prolonge pas Léo Pétrot et ce dernier s'engage librement avec Elche, promu en Liga. Le latéral y signe un contrat d'une saison.

## Statistiques
| Saison                | Club                   | Championnat           | Championnat | Championnat | Championnat | Coupe(s) nationale(s) | Coupe(s) nationale(s) | Coupe(s) nationale(s) | Play-offs | Play-offs | Play-offs | Total | Total | Total |
| Saison                | Club                   | Division              | M.          | B.          | P.d.        | M.                    | B.                    | P.d.                  | M.        | B.        | P.d.      | M.    | B.    | P.d.  |
| 2019-2020             | Andrézieux-Bouthéon FC | National 2            | 13          | 0           | 0           | -                     | -                     | -                     | -         | -         | -         | 13    | 0     | 0     |
| 2020-2021             | Andrézieux-Bouthéon FC | National 2            | 9           | 1           | 0           | 2                     | 0                     | 0                     | -         | -         | -         | 11    | 1     | 0     |
| Sous-total            | Sous-total             | Sous-total            | 22          | 1           | 0           | 2                     | 0                     | 0                     | -         | -         | -         | 24    | 1     | 0     |
| 2021-2022             | FC Lorient             | Ligue 1               | 22          | 1           | 0           | 1                     | 0                     | 0                     | -         | -         | -         | 23    | 1     | 0     |
| 2022-2023             | AS Saint-Étienne       | Ligue 2               | 29          | 1           | 3           | 1                     | 0                     | 0                     | -         | -         | -         | 30    | 1     | 3     |
| 2023-2024             | AS Saint-Étienne       | Ligue 2               | 35          | 1           | 0           | -                     | -                     | -                     | 3         | 1         | 0         | 38    | 2     | 0     |
| 2024-2025             | AS Saint-Étienne       | Ligue 1               | 31          | 0           | 3           | -                     | -                     | -                     | -         | -         | -         | 31    | 0     | 3     |
| Sous-total            | Sous-total             | Sous-total            | 95          | 2           | 6           | 1                     | 0                     | 0                     | 3         | 1         | 0         | 99    | 3     | 6     |
| 2025-2026             | Elche CF               | Liga                  | 1           | 0           | 0           | -                     | -                     | -                     | -         | -         | -         | 1     | 0     | 0     |
| Total sur la carrière | Total sur la carrière  | Total sur la carrière | 140         | 4           | 6           | 4                     | 0                     | 0                     | 3         | 1         | 0         | 147   | 5     | 6     |

## Style de jeu
Natif de Firminy et formé à Saint-Étienne, Pétrot affiche un grand attachement au club forézien, déclarant notamment à son départ que « Mettre ce maillot, défendre ces couleurs, fouler la pelouse du Chaudron… c’était bien plus qu’un simple parcours de joueur. C’était une histoire de cœur. ».
Sur le terrain, Pétrot est un joueur combattif, ne rechignant pas à l'effort. Son entraîneur à Saint-Étienne, Olivier Dall'Oglio, disait de lui en 2024 qu'« il est toujours influent. Lui c'est vraiment un soldat, un guerrier. Il est du club, il est d'ici. De ce côté-là, on ne peut rien lui enlever. Je pense que ça se sent aussi. Obligatoirement, à sa manière, il amène du monde avec lui. ». 
Lors de son arrivée à Saint-Étienne, Laurent Batlles louait ses valeurs morales ainsi que sa polyvalence, Pétrot étant capable de jouer latéral ou défenseur central. 